# Camí de la Grassa
El Camí de la Grassa és un camí que circula pel terme de Reus, al Baix Camp. També se'l coneix per Camí Nou.
Nou, perquè es va reobrir a finals del segle xix o començaments del XX. El van obrir els veïns per a la seva comoditat, una vegada construïda la carretera de Sant Ramon. Va des d'aquesta carretera fins al camí del Burgar, en el punt on aquest s'encreua amb el barranc del Pi del Burgar. Va a molt poca distància a l'est d'aquest barranc. Té un recorregut d'uns 700 metres. Aquest camí havia quedat interceptat per alguna avinguda del barranc i havia estat molt de temps intransitable, fins que es va reobrir. Uneix la partida del Burgar amb la de la Grassa.